# 2-я Пловдивская повстанческая оперативная зона
2-я Пловдивская повстанческая оперативная зона (болг. Втора Пловдивска въстаническа оперативна зона) — территориальная и организационная единица в составе Народно-освободительной повстанческой армии Болгарии во время Второй мировой войны.

## История
2-я Пловдивская повстанческая оперативная зона в составе Народно-освободительной повстанческой армии Болгарии была образована в апреле 1943 года Пловдивской окружной организацией БРП (к). Была разделена на шесть военно-оперативных районов: Пловдивский, Асеновградский, Борисовградский, Карловский, Смолянский и Чирпанский. По указанию ЦК БРП (к) и Главного штаба НОВА был сформирован штаб в следующем составе:
- Командир повстанческой зоны: Георгий Жечев[болг.]
- Политический комиссар: Васил Марков[болг.]
- Помощник командира: Величко Николов[болг.][3]
- Начальник штаба: Васил Терзиев[болг.], Янко Христов[болг.]
- Члены штаба: Слави Чакыров[болг.], Иван Стамов[болг.][1].

С сентября 1943 года в связи с гибелью Георгия Жечева командиром оперативной зоны был Иван Радев, политическим комиссаром — Гочо Грозев. С 27 августа 1944 года командиром оперативной зоны был Боян Болгаранов.

## Структура
Первыми партизанскими отрядами в составе 2-й Пловдивской повстанческой оперативной зоны были отряд имени Христо Ботева, Пловдивский партизанский отряд имени Васила Левского и Родопский отряд имени Антона Иванова. В связи с расширением зоны боевых действий в её составе появились четыре партизанские бригады, действовавшие вместе с образованными ранее боевыми группами БКП:
- 1-я Родопская бригада имени Георгия Димитрова
- 2-я Родопская бригада имени Васила Коларова
- 1-я Среднегорская бригада имени Христо Ботева
- 2-я Среднегорская бригада имени Васила Левского